# Cor van der Hoeven
Cornelis (Cor) van der Hoeven (Amsterdam, 12 mei 1921 – aldaar, 1 februari 2017) was een Nederlands voetballer die als middenvelder speelde.

## Loopbaan
Cor van der Hoeven speelde oorspronkelijk bij DWS. Hij maakte zijn debuut in het eerste elftal op 18 juni 1939 in de laatste wedstrijd van de kampioenscompetitie. Daarin eindigde DWS als tweede achter landskampioen Ajax. 
Tijdens de oorlogsjaren werd hij voor de Arbeitseinsatz tewerkgesteld in Frankrijk waar hij voetbalde voor US Chantilly.
Terug in Nederland speelde hij in het najaar van 1943 nog drie duels voor DWS. Half oktober 1943 vertrok hij naar derdeklasser Geel Bruin in Helmond waar ook Harm Dijkstra, zijn voormalige ploeggenoot van DWS, actief was.  
Na de bevrijding keerde hij terug bij DWS.
In 1948 verkaste hij naar Ajax. Van zijn debuut op 12 september 1948 tegen Xerxes tot zijn laatste wedstrijd op 26 maart 1951 tegen DWS speelde Van der Hoeven in totaal 52 wedstrijden in het eerste elftal van Ajax.
Na drie seizoenen bij Ajax ging hij in 1951 naar de Amsterdamse vierdeklasser Wilhelmina Vooruit. In het seizoen 1954/55 kwam hij uit voor VSV. Hij maakt eenmaal zijn opwachting in het eerste elftal: op 19 december 1954 tegen zijn oude club Ajax (0-1 verlies).
Hij speelde in 1950 drie wedstrijden voor het Nederlands elftal. Zijn debuut was op 16 april 1950 in de met 2-0 verloren uitwedstrijd tegen België.
Hij kwam eerder ook uit voor het Amsterdams stadselftal en het Zwaluwenelftal.
Van der Hoeven overleed in 2017 en werd 95 jaar oud.

## Carrièrestatistieken
| Seizoen | Club            | Land            | Competitie            | Competitie      | Competitie      | Beker           | Beker           | Internationaal  | Internationaal  | Overig          | Overig          | Totaal          | Totaal          |
| Seizoen | Club            | Land            | Competitie            | Wed.            | Dlp.            | Wed.            | Dlp.            | Wed.            | Dlp.            | Wed.            | Dlp.            | Wed.            | Dlp.            |
| ------- | --------------- | --------------- | --------------------- | --------------- | --------------- | --------------- | --------------- | --------------- | --------------- | --------------- | --------------- | --------------- | --------------- |
| 1938/39 | DWS             | Nederland       | Eerste klasse West I  | 0               | 0               | –               | 0               | 0               | 0               | 1               | 0               | 1               | 0               |
| 1939/40 | DWS             | Nederland       | Eerste klasse West I  | 7               | 1               | –               | 0               | 0               | 0               | 0               | 0               | 7               | 1               |
| 1940/41 | DWS             | Nederland       | Eerste klasse West I  | 6               | 2               | –               | 0               | 0               | 0               | 0               | 0               | 6               | 2               |
| 1941/42 | DWS             | Nederland       | Eerste klasse West I  | 18              | 5               | –               | 0               | 0               | 0               | 0               | 0               | 18              | 5               |
| 1942/43 | DWS             | Nederland       | Eerste klasse West I  | 10              | 1               | –               | 0               | 0               | 0               | 0               | 0               | 10              | 1               |
| 1943/44 | DWS             | Nederland       | Eerste klasse West I  | 3               | 0               | –               | –               | 0               | 0               | 0               | 0               | 3               | 0               |
| 1943/44 | Geel Bruin      | Nederland       | Derde klasse Zuid     | –               | –               | –               | –               | 0               | 0               | 0               | 0               | –               | –               |
| 1944/45 | Geen competitie | Geen competitie | Geen competitie       | Geen competitie | Geen competitie | Geen competitie | Geen competitie | Geen competitie | Geen competitie | Geen competitie | Geen competitie | Geen competitie | Geen competitie |
| 1945/46 | DWS             | Nederland       | Eerste klasse West II | 19              | 2               | –               | 0               | 0               | 0               | 0               | 0               | 19              | 2               |
| 1946/47 | DWS             | Nederland       | Eerste klasse West I  | 16              | 0               | –               | 0               | 0               | 0               | 0               | 0               | 16              | 0               |
| 1947/48 | DWS             | Nederland       | Eerste klasse West II | 15              | 1               | –               | 0               | 0               | 0               | 0               | 0               | 15              | 1               |
| 1948/49 | Ajax            | Nederland       | Eerste klasse West I  | 8               | 3               | –               | 0               | 0               | 0               | 0               | 0               | 8               | 3               |
| 1949/50 | Ajax            | Nederland       | Eerste klasse West II | 18              | 0               | –               | 0               | 0               | 0               | 10              | 0               | 28              | 0               |
| 1950/51 | Ajax            | Nederland       | Eerste klasse B       | 16              | 1               | –               | 0               | 0               | 0               | 0               | 0               | 16              | 1               |
| 1954/55 | VSV             | Nederland       | Eerste klasse D       | 1               | 0               | –               | 0               | 0               | 0               | 0               | 0               | 1               | 0               |
| Totaal  | Totaal          | Totaal          | Totaal                | 137             | 16              | 0               | 0               | 0               | 0               | 11              | 0               | 148             | 16              |